# Страшило
Страшило је предмет, најчешће у облику човека, обучено у стару одећу који служи за плашење птица као што су вране како не би наносиле штету усевима.